# Wasserkraftwerk Fridingen
Das Wasserkraftwerk Fridingen bei Fridingen an der Donau  im Landkreis Tuttlingen in Baden-Württemberg vereint in einem Krafthaus die Maschinen eines Laufwasserkraftwerks der Bära und eines Schlingenkraftwerks der Donau. Bis zum Jahr 1961 war auch ein Pumpspeicherkraftwerk Teil der Kraftwerksanlage.

## Donaukraftwerk Fridingen
Das Donaukraftwerk Fridingen der EnBW Energie Baden-Württemberg ist ein Ausleitungskraftwerk an der Donau und ging 1923 in Betrieb. Das zugehörige Wehr in der Donau liegt etwa bei Flusskilometer 2728,6 und besteht aus fünf Feldern mit Schiebeschützen. Die Generatoren an den drei Francisturbinen gewinnen pro Jahr bis zu 4,4 GWh an elektrischer Energie, bei einer installierten elektrischen Leistung von 1,2 MW. Die Fallhöhe beträgt bis zu 16,2 m.

### Donaustollen Fridingen
Der Donaustollen Fridingen ist ein Ausleitungskanal der Donau und wurde in den 1920er Jahren errichtet, um die etwa 16 Meter Gefälle der rund elf Kilometer langen Fließstrecke der Donauschleife in einem Wasserkraftwerk nutzen zu können. Die gesamte Länge des künstlich angelegten Wasserlaufs mit der Gewässerkennzahl GKZ 1.117.120.000.000 beträgt 1,919 km.
Der erste 250 m lange Abschnitt vom Einlauf bei Donaukilometer 2728,653, etwa 50 m oberhalb des Donauwehrs in Fridingen (⊙), bis zum Maschinenhaus des Wasserkraftwerks ist ein offenes Gerinne. Ab dem Maschinenhaus fließt das Wasser 1,4 km in dem bergmännisch errichteten 2,6 m hohen und 2 m breiten Stollen. Ab dem östlichen Portal des Stollens bis zum Auslauf zurück in die Donau auf Gebiet der Gemeinde Beuron bei Flusskilometer 2717,784 schließt sich ein offenes Gerinne von 250 m Länge an.

## Bärakraftwerk
Im Bärakraftwerk wurde ab 1915 das Gefälle zwischen einem Anstau des Flusses und der nahen Mündung in die Donau genutzt und so eine Leistung von bis zu 70 kW erreicht. Damit konnten bis zu 200 MWh im Jahr erzeugt werden. Die Maschinen sind nicht mehr betriebsbereit aber mit Stand 2017 erhalten.

## Pumpspeicherkraftwerk
Die Erweiterung um ein Pumpspeicherkraftwerk mit 500 kW erfolgte 1922. Nach der im Jahr 1908 erstellten Versuchsanlage der Firma Voith in Heidenheim an der Brenz und der im Jahr 1914 erbauten Anlage der Firma Gminder in Neckartenzlingen handelte es sich bei dem Pumpspeicherkraftwerk Fridingen um das dritte Pumpspeicherkraftwerk Deutschlands. Es war die erste Anlage dieser Art, die in Deutschland von einem öffentlichen Stromversorgungsunternehmen errichtet wurde. Das Speicherbecken mit einem Volumen von 32.000 Kubikmetern befand sich auf der Bergnase Gansnest, rund 170 Höhenmeter oberhalb des Fridinger Kraftwerks. Das Pumpspeicherkraftwerk wurde 1960/1961 stillgelegt und weitgehend zurückgebaut.